# Synagoge (Hengelo)
De Synagoge van Hengelo was een synagoge in Hengelo. Er zijn tussen 1830 en 2010 een viertal gebouwen geweest voor samenkomsten.
Tot 1837 waren er in Hengelo al tien meerderjarige mannen die samenkomsten hielden in een zogeheten huissjoel. Deze maakte in 1837 plaats voor een houten synagoge aan de Jansenstraat.
In 1848 werd de tweede synagoge gebouwd, een stenen exemplaar, samen met een aangebouwde school en mikwe. Dit complex bleef in functie tot 1883. De Joodse gemeenschap was zodanig toegenomen dat er wederom een nieuw gebouw verrees; aan de Marktstraat. In augustus 1941 werd de synagoge tijdens de Tweede Wereldoorlog vernield; de inboedel was van tevoren in veiligheid gebracht. De herinwijding van de opgeknapte synagoge vond plaats in 1951.
In 1966 werd aan de Dorpsmatenstraat 40 een nieuwe synagoge gebouwd. Nadat in 1968 wegens een gestaag teruglopend ledental de laatste eredienst was gehouden in de Synagoge van Haaksbergen werd in 1972 de NIG Haaksbergen bij die van Hengelo gevoegd. In 2005 werd er een monument onthuld voor alle 167 slachtoffers van de Tweede Wereldoorlog. In 2010 werd het gebouw verkocht aan een stichting. De Oud-Katholieke Kerk genaamd Sint Lebuïnus maakt thans gebruik van dit gebouw.